# Kategória (matematika)
Egy kategória (a matematikában) lényegében azonos axiómáknak eleget tévő matematikai struktúrák és az azok között ható művelettartó leképezések gyűjteménye. Valójában a kategória fogalma annyira általános és alapvető, hogy egyáltalán nem kell hasonló struktúrák és függvények összességeként gondolni rá. A XX. század közepén igazolták, hogy a kategóriaelmélet segítségével a matematika egységes egészként láttatható csakúgy, mint korábban keletkezett riválisa, a halmazelmélet által. A kategóriaelméleten alapuló szemlélet lassan vezető szerepet kezd betölteni mind a matematikában, mind a matematikafilozófiában (strukturalizmus).

## A kategória fogalma
Egy kategória alapfogalmai az objektumok, melyekre a kategória „elemeiként” gondolhatunk, a morfizmusok (vagy nyilak), melyek az elemeket kötik össze és a morfizmusok közötti függvénykompozíció-szerű művelet. Ha f nyíl a C kategóriában, akkor egyértelmű módon létezik az f nyíl kezdőpontja: egy A objektum C-ben, és végpontja: egy B objektum C-ben. Mindezt így jelöljük:
{\displaystyle f:A\longrightarrow B}
Ha A, B és C objektumok és f: A {\displaystyle \rightarrow } B, g: B {\displaystyle \rightarrow } C nyilak, akkor
{\displaystyle g\circ f\,}
egy A-ból kiinduló, C-be érkező nyíl, melyet f és g egyértelműen meghatároz.
Mindezen alapfogalmakra a következő kategóriaaxiómák teljesülnek:
ASSZOCIATIVITÁS – Ha A, B, C és D tetszőleges objektumok a C kategóriában és f: A {\displaystyle \rightarrow } B, g: B {\displaystyle \rightarrow } C és h : C {\displaystyle \rightarrow } D nyilak, akkor
EGYSÉGELEM – Minden X objektumhoz létezik olyan idX : X {\displaystyle \rightarrow } X nyíl, hogy tetszőleges A, B objektumra és f : A {\displaystyle \rightarrow } B nyílra fennáll az
egyenlőség.
Belátható, hogy ekkor az A objektumhoz a fenti módon tartozó idA nyíl egyértelműen létezik.

## Példák
Aszerint, hogy egy kategória objektumainak összessége halmazt alkot vagy valódi osztályt, beszélhetünk nagy és kis kategóriákról. A kategóriák jellemzően nagy („abszolút végtelen”) terjedelmű matematikai összességek, mindazonáltal léteznek halmazméretűek is.
- Az összes halmazok osztálya az összes halmazelméleti függvénnyel, mint morfizmusokkal ellátva alkotja a Set kategóriát, a halmazok kategóriáját.
- Az összes csoportok osztálya a csoport-homomorfizmusokkal, mint morfizmusokal ellátva alkotja a csoportok Grp kategóriáját.
- Az összes testek a testhomomorfizmusokkal szintén kategóriát alkotnak.
- Az összes T test feletti vektorterek alkotják a VectT kategóriát.
- Az összes topológiák a folytonos függvényekkel a Top kategóriát alkotják.

Ezek mindegyike nagy kategória. Most lássunk néhány kis kategóriát.
- Egy G irányított gráf, a gráf csúcsaival, mint objektumokkal és a gráf éleivel, mint morfizmusokkal kategóriát alkot. A morfizmus-kompozíció itt az irányított élek (nyílfolytonos) egymás után fűzése (konkatenációja).
- Minden M monoid származtat egy kategóriát. Választunk tetszőlegesen egy {s} egyelemű halmazt („szingleton”), ez lesz az objektumok halmaza. A nyilak a monoid elemei, az f: A {\displaystyle \rightarrow } B reláció az összes (x,s,s) hármasok halmaza, melyben x a monoid elemeit, s pedig a szingleton elemét jelenti (tehát minden x ∈ M esetén x: s {\displaystyle \rightarrow } s teljesül), a kompozíció pedig a monoid művelete. Világos, hogy ez a konstrukció kategóriát alkot, mert a monoid *:M × M {\displaystyle \rightarrow } M műveletére pont az asszociativitás ( x*(y*z)=(x*y)*z ) és az egységelemesség ( e*x = x = x*e ) a megkötés.
- Ha P egy előrendezett struktúra, azaz egy halmaz a felette lévő ≤ relációval, mely reflexív és tranzitív, akkor P kategóriát alkot. Az objektumok a struktúra alaphalmazának elemei, a nyilak azon (x,y) párok, melyekre x≤y, a kompozíció értéke pedig a tranzitivitást felhasználva x≤y és y≤z esetén az (x,z) pár.

## Diagramok
A kategóriaelmélet irányított gráfokkal történő reprezentációja szemléletessé és ábrázolhatóvá teszi az elmélet formuláit. Egy kategóriaelméleti kijelentés az esetek többségében kifejezhető objektumokból kiinduló nyilak segítségével (ezért is nevezik a morfizmusokat még nyilaknak is). A kijelentéseket leggyakrabban azzal rövidíthetjük le, ha egy diagramról azt állítjuk, hogy kommutatív. Ez az utak felcserélhetőségét jelenti, vagyis azt, hogy két pont között bármely (nyílfolytonos) morfizmussorozaton végighaladva ugyanazt az „eredő” morfizmust kapjuk. Például a kategóriaelmélet két axiómája a következőkkel ekvivalensek.
Egyrészt tetszőleges f, g és h nyilak illetve A, B, C, D objektumok esetén az asszociativitási diagram kommutatív, másrészt tetszőleges A és B objektum esetén egyértelműen léteznek az idA és idB nyilak, melyekkel tetszőleges f nyíl esetén az egységelemesség diagram kommutatív.

## Elsőrendű elmélet és modellek

### Nyelv
Egy kategória általános belső tulajdonságait leíró formális axiomatikus rendszer egy kétszortú (a változóknak kétféle értéket megengedő) elsőrendű elmélet. Az elmélet nyelvében a változók objektumokat és morfizmusokat is jelenthetnek, de egyszerre egy formulában ugyanaz a változó soha. Ha egy változóra mint objektumra gondolunk, akkor a A, B, … (esetleg indexel ellátott) betűkkel jelöljük, ha morfizmus, akkor az f, g, h, … betűkkel. A nyelvben szerepel a háromváltozós Arr relációjel, melyet Arr(f,A,B) helyett inkább az f: A {\displaystyle \rightarrow } B jelsorral jelölünk és f helyén csak morfizmus, az A és B helyén csak objektum állhat.
f: A {\displaystyle \rightarrow } B szándékolt jelentése: „az f morfizmus kiindulási objektuma A, az érkezési objektuma B”.
A nyelv további speciális szimbóluma a Komp kétváltozós logikai függvényjel, melyet Komp(f,g) helyett inkább f o g alakban írunk és csak morfizmus szerepelhet az f és g változó helyén, továbbá maga f o g is morfizmus szortba tartozó kifejezés (term).
f o g szándékolt jelentése: „ az a morfizmus, mely a g és az f ilyen sorrendű egymás után kapcsolásával keletkezik”.

### Elmélet
A kategóriaelmélet (CAT) elsőrendű elmélete a következő formulák univerzális lezártjainak összességét jelenti:
(f: A {\displaystyle \rightarrow } B ∧ f: C {\displaystyle \rightarrow } D) ⇒ (A = C ∧ B = D)
(f o g) o h = f o (g o h)
(∃ i)(∃ j)( i:A {\displaystyle \rightarrow } A ∧ j:B {\displaystyle \rightarrow } B ∧ (∀ f)( f: A {\displaystyle \rightarrow } B ⇒ ( j o f = f ∧ f = f o i ) ) )

### Interpretáció
El kell kissé rugaszkodnunk az interpretáció szokásos, ZFC-beli értelmezésétől, hiszen egy kategória objektumainak összessége általában valódi osztály, melyet inkább az NBG-tud kezelni.
Osztályok (Obj, Mor, Arr, Komp) „négyese” a kategóriaelmélet egy interpretációja (vagy egyszerűen kategória), ha Obj tetszőleges nemüres osztály, Mor tetszőleges, nemüres osztály, Arr rendezett hármasok olyan osztálya, melynek első eleme Mor beli, a többi Obj beli, Komp pedig Mor × Mor -on értelmezett, Mor-ba képező funktor (azaz osztály-leképezés).
Ha C kategória, akkor Ob(C)-vel jelölik az összes objektumainak osztályát, Mor(C)-vel vagy Hom(C)-vel az összes nyilainak osztályát. Ha A és B a C kategória két objektuma, akkor az összes A-ból B-be menő nyíl osztályát HomC(A,B) vagy MorC(A,B) jelöli. Aszerint, hogy az adott interpretáció (az adott kategória) mennyire fér el a csak halmazokat felvonultató ZFC halmazelmélet keretei között és milyen mértékben kell NBG speciális nyelvi tulajdonságaira hagyatkozni a C kategória háromféle lehet.
- C kicsi vagy szűk, ha az objektumok összessége halmaz (tehát nem valódi osztály). Ha emellett C – ahogy gyakran – konkrét kategória, azaz objektumai halmazok és morfizmusai halmazelméleti függvények, akkor minden A és B objektumra a MorC(A,B) osztály is halmaz, tehát osztályok szerepeltetése nélkül formalizálható.
- C lokálisan kicsi vagy lokálisan szűk, ha bármely két A és B objektumára MorC(A,B) halmaz (tehát nem valódi osztály). A konkrét kategóriák megint ilyenek.
- Egy kategória nagy vagy tág, ha objektumainak összessége valódi osztály.

### Modell
Az (Ip, e) pár modellje a kategóriaelméletnek, ha Ip interpretációja a kategóriaelméletnek és e olyan hozzárendelés, mely minden morfizmusváltozóhoz egy Mor beli és minden objektumváltozóhoz egy Obj beli elemet rendel, továbbá ez az értékelés kielégíti a kategóriaelmélet fent említett axiómáit.